# Ophiacantha rhachophora
Ophiacantha rhachophora är en ormstjärneart som beskrevs av Hubert Lyman Clark 1911. Ophiacantha rhachophora ingår i släktet Ophiacantha och familjen knotterormstjärnor. Inga underarter finns listade i Catalogue of Life.